# Трбовле
Трбо́вле (словен. Trbovlje) — город в центральной части Словении. По данным на 2012 год население города составляет 14 977 человек; население всей общины — 16 290 человек.

## География
Трбовле находится в долине Савы, в 5 километрах от самой реки и вытянут на семь километров вдоль небольшого притока Савы Трбовельщицы. В 50 километрах к юго-западу находится столица страны Любляна, в 25 километрах к северо-востоку — город Целе. В непосредственной близости от города Трбовле находятся ещё два города — Загорье-на-Саве (к западу) и Храстник (к востоку).

## История

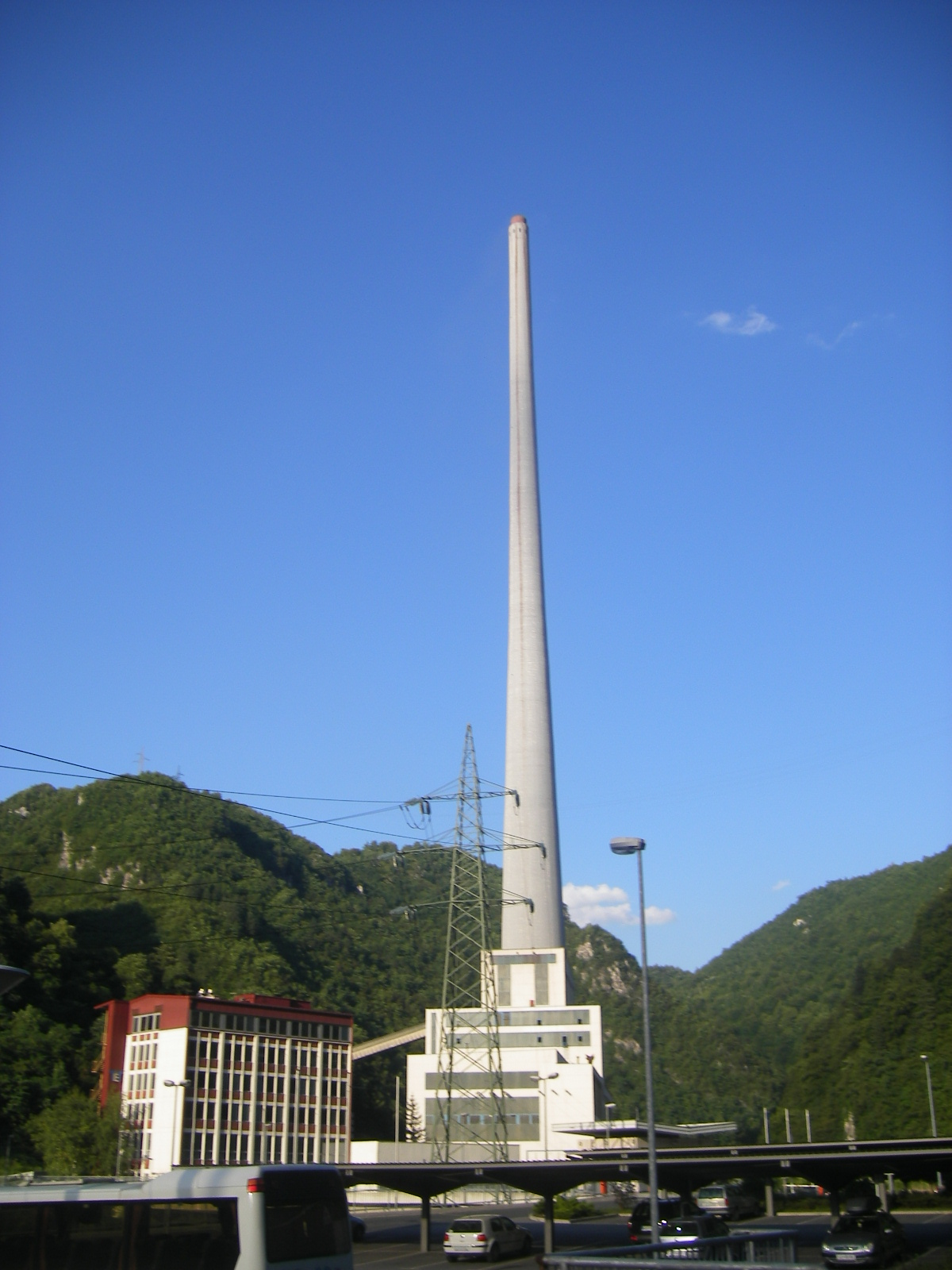
Бывшая электростанция

Интенсивное развитие региона началось на стыке XVIII и XIX веков, когда здесь были обнаружены большие месторождения угля, известные как Засавский угольный бассейн. Трбовле стал самым большим шахтёрским посёлком и центром горнозаводской промышленности Словении. В 1904 году в Трбовле была построена первая в Словении электростанция, работавшая на угле. В 1976 году на этой станции была построена самая высокая в Европе дымовая труба (360 м). Статус города Трбовле получил в 1952 году после присоединения нескольких соседних посёлков.

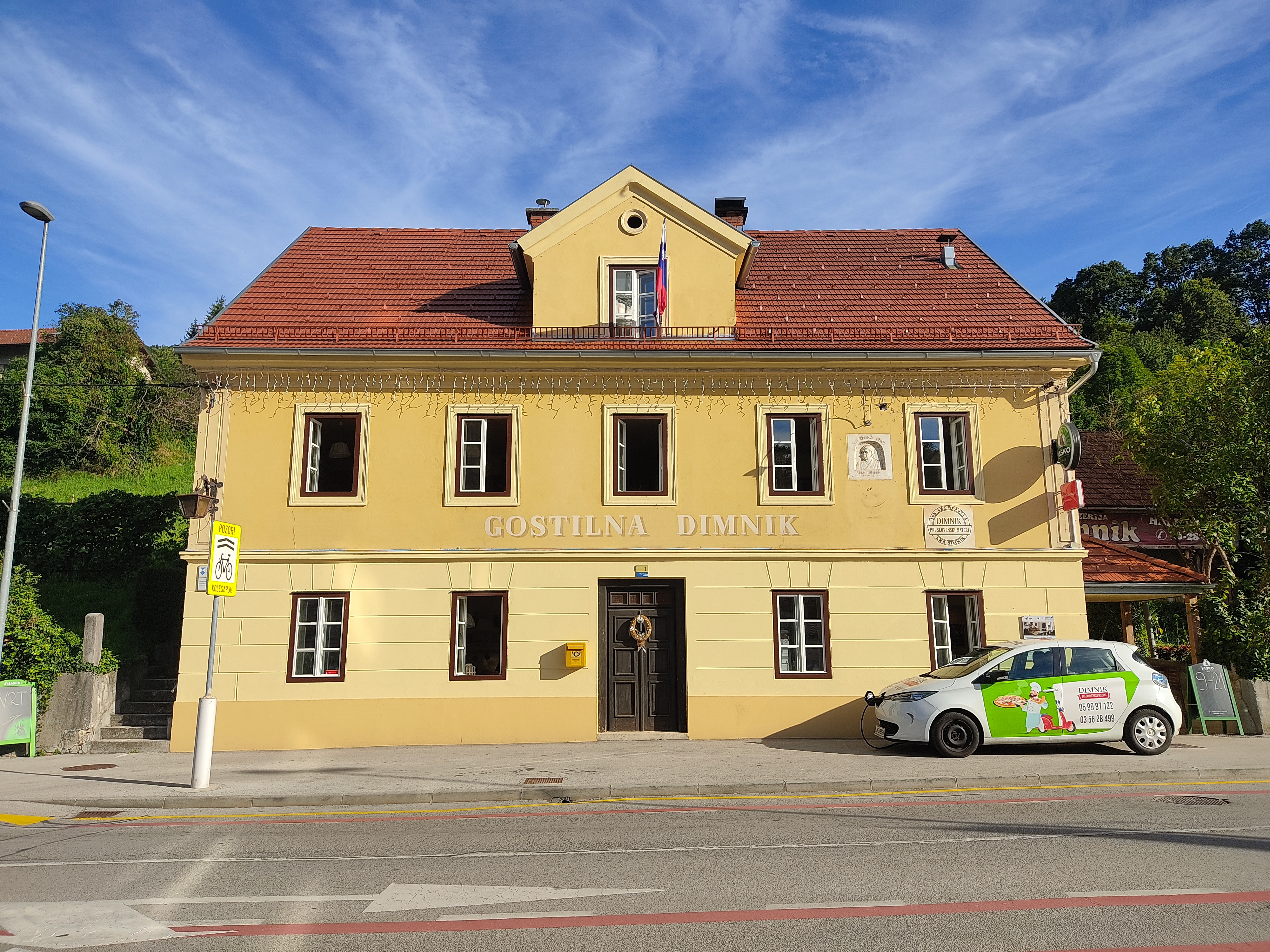
Gostilna Dimnik

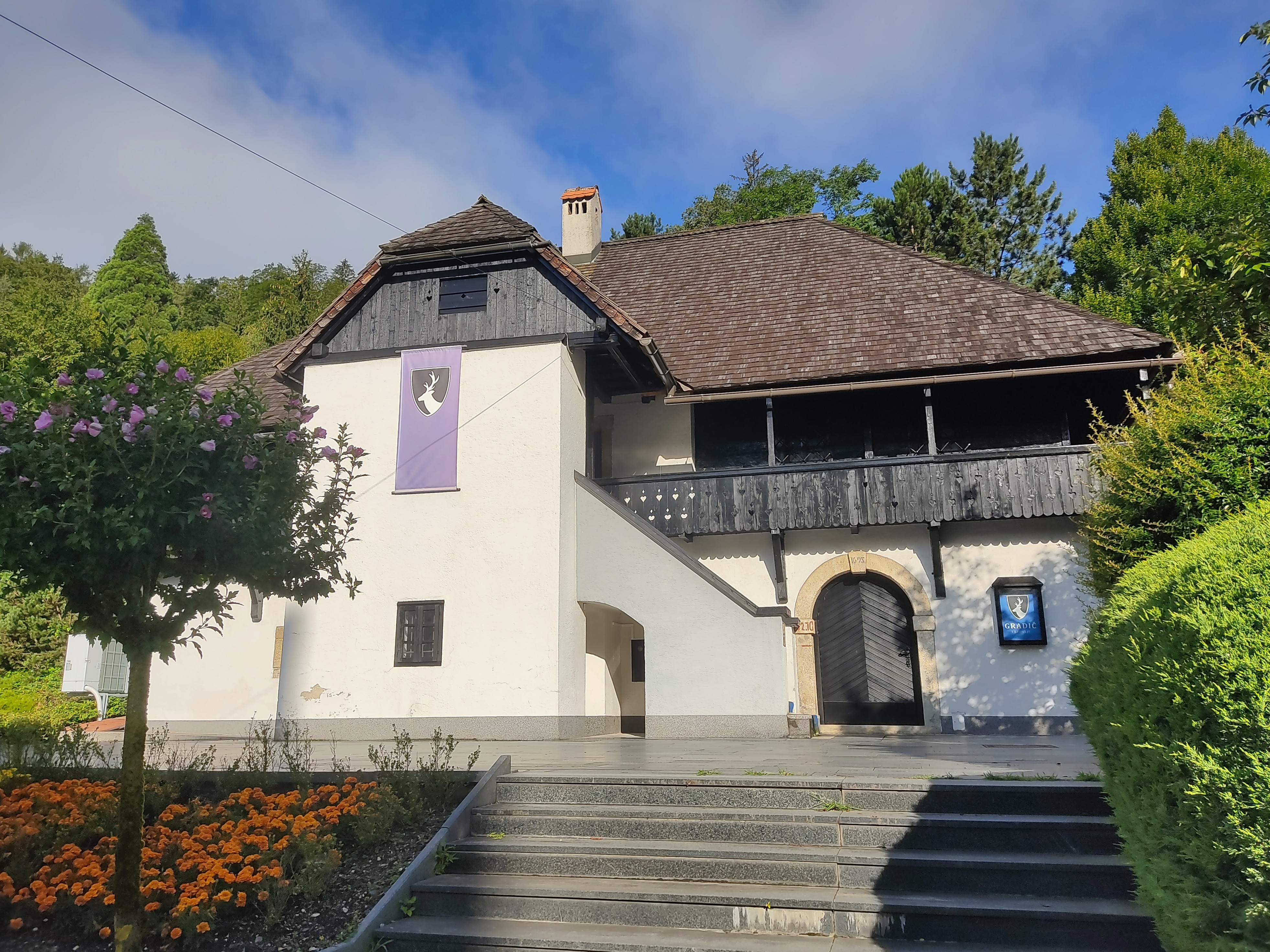
Ловски градич

Во время горнодобывающего бума немецкий был самым популярным языком в Трбовле.  Лишь некоторые словенцы прилагали усилия для популяризации словенского языка.  Среди них была трактирщица Анна Димник.  Гостевой дом Димник до сих пор стоит в начале улицы Саламин (французский муниципалитет Саламин является побратимом Трбовле с 1964 года). Ремеслинеческая дорога ведет к старому Трбовле, там находится имение Пеклар, фундамент которого, вероятно, относится ко временам графов Цельских, и сегодня оно называется Ловски Градич.  Это самый старый дом в Трбовле, впервые упомянутый в городском реестре в 1582 году.  Внутри здания находится протокольный покой.

## Промышленность
В прошлом развитый промышленный город, в котором были расположены предприятия электроэнергетики, химической, цементной промышленности, машиностроения. Трбовле считался одним из самых загрязнённых городов страны. В городе есть музей, рассказывающий о развитии шахтёрского дела и промышленности в регионе.

## Приходы и церкви

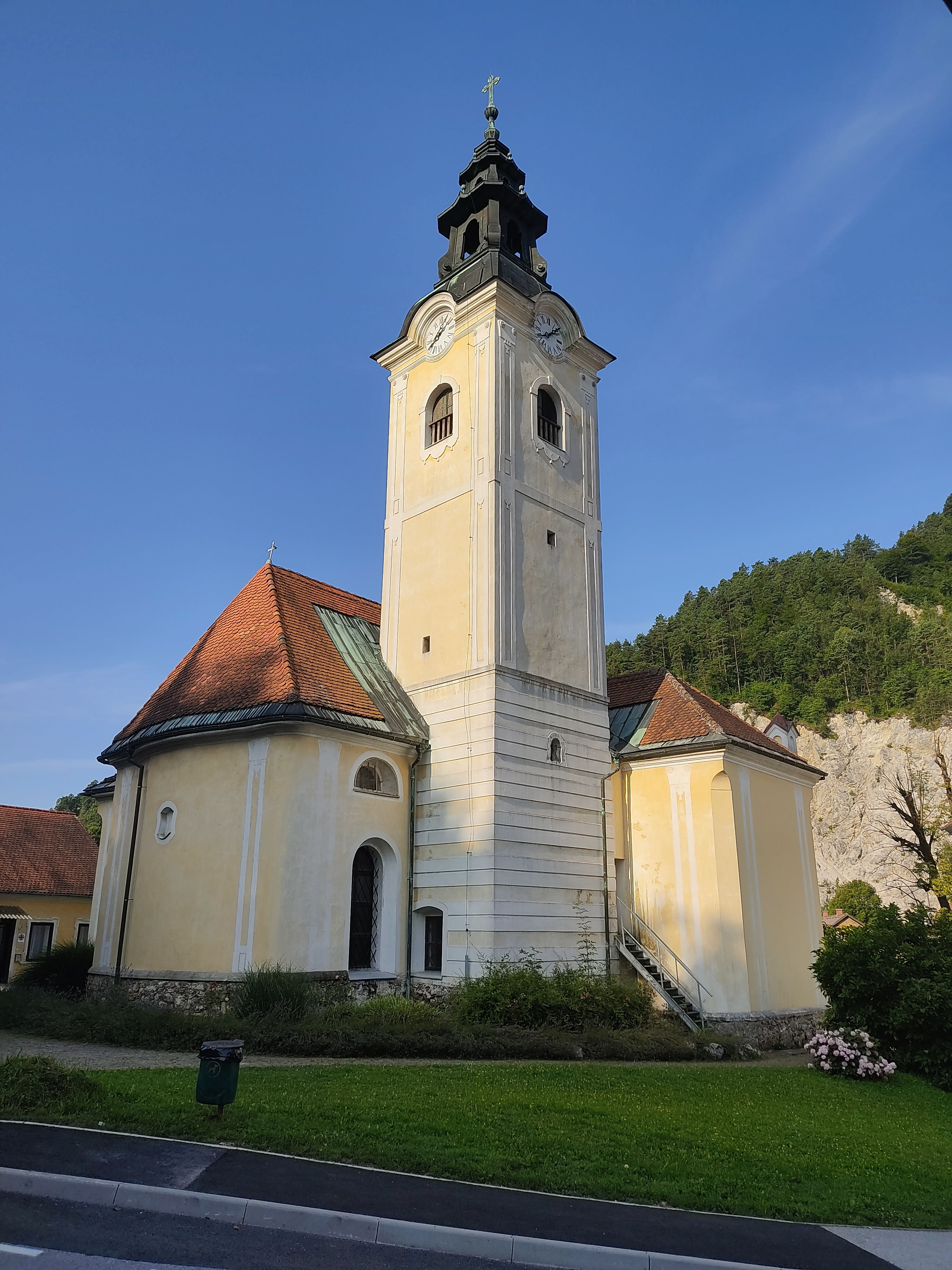
Церковь св. Мартина

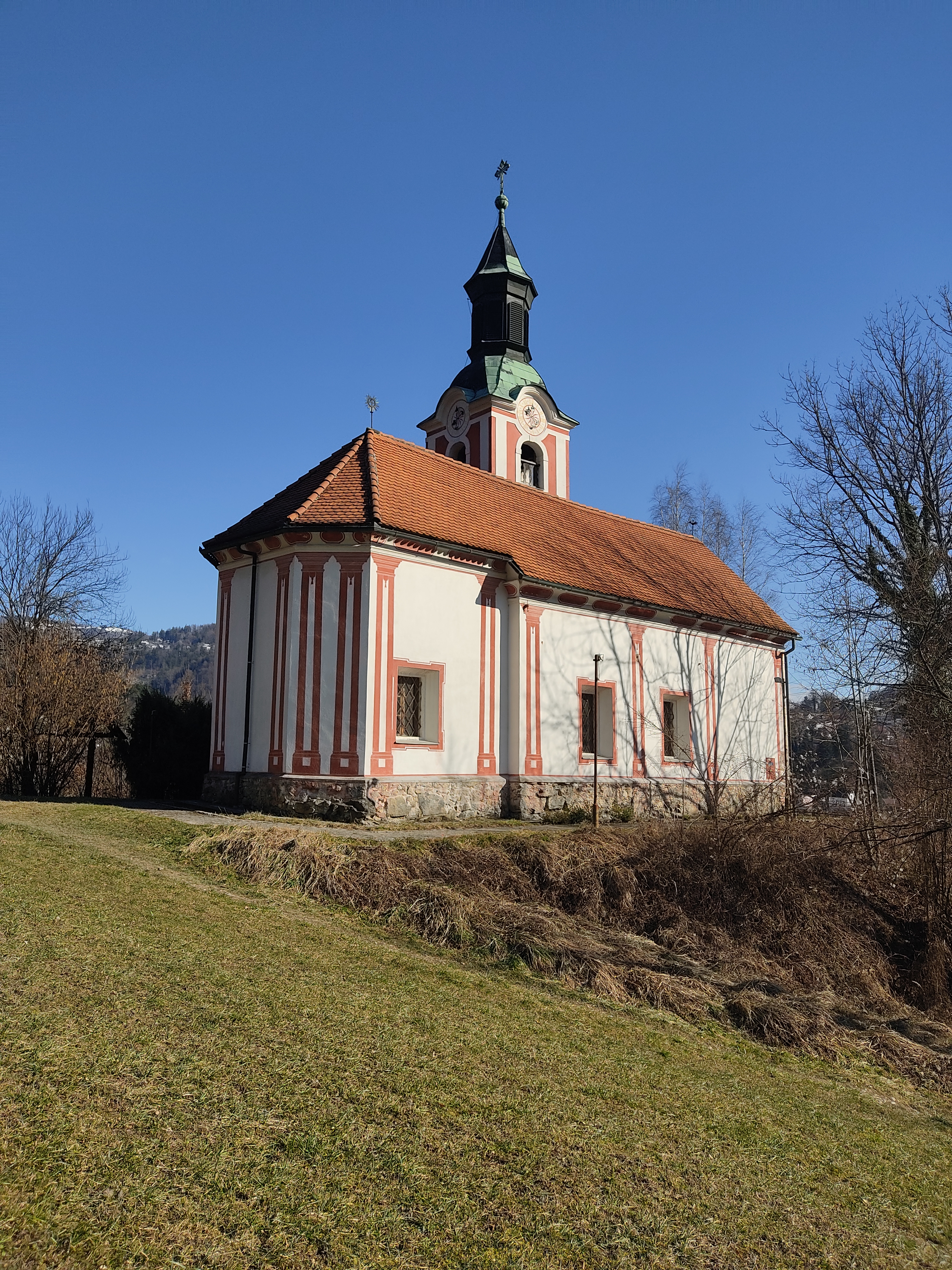
Церковь св. Николая

В Трбовле есть два римско-католических прихода: приход св. Мартина и приход св. Марии. Оба принадлежат епархии Целе.
Приходская церковь Св. Мартина изначально была романской церковью, от которой сохранилась часть нефа. Святилище выполнено в готическом стиле, а в 18 веке к нему были пристроены колокольня и часовня в стиле барокко. В 19 веке неф был расширен. Вторая церковь прихода св. Мартина расположена в западной части города, посвящена Святому Николаю и была построена в 18 веке.
Приход Святой Марии в южной части города был основан в 2000 году. Его приходская церковь посвящена Деве Марии. Он строился с 1998 по 2000 год по проекту архитектора Йоже Маринко. Витражи, картины и Крестный путь созданы академическим художником Лойзе Чемажаром. Церковь была благословлена в августе 2000 года и освящена в октябре 2007 года.

## Известные уроженцы
В 1980 году в городе образовалась известная музыкальная группа Laibach. Также уроженцами города являются:
- Мишо Бречко — словенский футболист
- Миран Бургич — словенский футболист
- Клемен Лаврич — словенский футболист
- Примож Роглич – словенский шоссейный велогонщик